# Мартін (Луїзіана)
Мартін (англ. Martin) — селище (англ. village) в США, в окрузі Ред-Ривер штату Луїзіана. Населення — 524 особи (2020).

## Географія
Мартін розташований за координатами 32°6′0″ пн. ш. 93°13′9″ зх. д. / 32.10000° пн. ш. 93.21917° зх. д. (32.099862, -93.219128).  За даними Бюро перепису населення США в 2010 році селище мало площу 30,02 км², з яких 29,91 км² — суходіл та 0,10 км² — водойми.

## Демографія
Згідно з переписом 2010 року, у селищі мешкали 594 особи в 239 домогосподарствах у складі 180 родин. Густота населення становила 20 осіб/км².  Було 265 помешкань (9/км²).
Расовий склад населення:
| - 96,0 % — білих - 1,9 % — чорних або афроамериканців - 0,7 % — корінних американців |

До двох чи більше рас належало 0,7 %. Частка іспаномовних становила 1,0 % від усіх жителів.
За віковим діапазоном населення розподілялося таким чином: 23,6 % — особи молодші 18 років, 61,1 % — особи у віці 18—64 років, 15,3 % — особи у віці 65 років та старші. Медіана віку мешканця становила 36,8 року. На 100 осіб жіночої статі у селищі припадало 92,9 чоловіків;  на 100 жінок у віці від 18 років та старших — 90,0 чоловіків також старших 18 років.
Середній дохід на одне домашнє господарство  становив 77 262 долари США (медіана — 62 222), а середній дохід на одну сім'ю — 82 243 долари (медіана — 66 750). Медіана доходів становила 50 655 доларів для чоловіків та 36 458 доларів для жінок. За межею бідності перебувало 11,9 % осіб, у тому числі 4,1 % дітей у віці до 18 років та 16,7 % осіб у віці 65 років та старших.
Цивільне працевлаштоване населення становило 263 особи. Основні галузі зайнятості: будівництво — 17,5 %, сільське господарство, лісництво, риболовля — 15,6 %, транспорт — 12,2 %, освіта, охорона здоров'я та соціальна допомога — 11,8 %.